# Blitzbelichtungsmessung
Als Blitzbelichtungsmessung bezeichnet man die Messung von Blitzlicht in der Fotografie. Dabei wird die Lichtintensität des Blitzes gemessen. Die Blitzbelichtung wird extern mit einem speziellen Blitzbelichtungsmesser oder einem Belichtungsmesser mit Doppelfunktion gemessen. Kameraintern wird durch das Objektiv gemessen (TTL-Blitzmessung). Daneben gibt es noch die Messung über eine Fotozelle am Blitzgerät. Einige Geräte messen dazu auch den Anteil des Umgebungslichtes.

## Funktionsweise
Wegen der sehr kurzen Blitzzeiten (mind. 1/800 Sekunde bis 1/2000 Sekunde) spielen Kameraverschlusszeiten zum Steuern der Belichtung beim Zentralverschluss nur selten eine Rolle (erst oberhalb von 1/500 s Verschlusszeit). Beim Zentralverschluss ist immer für eine gewisse Zeit das ganze Bild dem Licht ausgesetzt. Beim Schlitzverschluss ist nur eine relativ lange Verschlusszeit möglich, da nur dann gewährleistet ist, dass die gesamte Filmfläche vom Blitz erreicht wird (meist wird ab etwa 1/200 Sekunde und schneller das Bild nicht mehr vollständig dem Licht ausgesetzt, da nur ein offener Streifen über den Film fährt, bei älteren Kameras häufig schon ab 1/50 Sekunde). Diese Zeit wird als „Synchronisationszeit“ bezeichnet. Die Belichtung des Blitzlichtanteils wird in beiden Fällen mit der Blende gesteuert.
Die Intensität des Blitzes hängt neben der Leistung des Blitzgerätes von der Entfernung zum Objekt ab. Nahe Objekte werden somit vom Blitz stärker aufgehellt als der Hintergrund. Auf die Helligkeit des nur gering vom Blitz aufgehellten Hintergrundes wirkt sowohl die Belichtungszeit als auch die Blende. Wenn der Blitzlichtanteil das Umgebungslicht dominiert, z. B. bei nahen Objekten im Vordergrund, dann wird die Belichtung im Wesentlichen durch den Blitzlichtanteil bestimmt. Das nahe Motiv wird somit hauptsächlich über die Blende richtig belichtet, da der Blitz meist deutlich kürzer ist als die Verschlusszeit. Mit diesem Effekt kann bei konstanter Blende durch eine kurze Verschlusszeit der Hintergrund dunkel beziehungsweise durch eine lange Verschlusszeit hell abgebildet werden. Dies kann gestalterisch unterschiedlich verwendet werden. Es ist so beispielsweise möglich, auch bei vorhandenem Umgebungslicht das Motiv ausschließlich über das Blitzlicht zu belichten. Auch kann man störende Hintergründe sehr dunkel zeichnen und das Motiv so „freistellen“.

## Blitzbelichtungsmesser
Blitzbelichtungsmesser arbeiten sonst wie normale Belichtungsmesser sowohl mit der Lichtmessung als auch mit der Objektmessung. Bei der Lichtmessung ist eine Kalotte (opake Halbkugel; oder eine Jalousie) vor die Messzelle zu schieben. Bei der Messung wird Bezug auf eine genormte Remission von 18 % Lichtabstrahlung genommen (Wert der Graukarte bzw. Minderung des Lichts durch die Kalotte). Licht- und Objektmessung sollten gleiche Ergebnisse bringen, wenn das Motiv eine Remission von 18 % aufweist. Zu helle Motive (high key) ziehen bei der Objektmessung eine Unterbelichtung, zu dunkle Motive (low key) eine Überbelichtung nach sich, wenn nicht zuvor der gemessene Wert korrigiert wird (vgl. Belichtungsmessung).

## TTL-Blitzmessung
Bei der TTL-Blitzmessung findet die Belichtungsmessung durch das eingesetzte Objektiv statt (TTL = Through the Lens). Die TTL-Blitzmessung hat bei modernen Spiegelreflexkameras Blitzgeräte, die einen eigenen Sensor haben (Computerblitz), oder externe Blitzbelichtungsmesser weitgehend abgelöst.
Die TTL-Messung hat den Vorteil, dass auch beim Blitzen exakt das Licht gemessen wird, das durch das Objektiv auf den Film oder bei Digitalkameras auf den Sensor fällt.
Die TTL-Blitzmessung ist nicht herstellerunabhängig genormt und teilweise im Lauf der Jahre auch innerhalb der Hersteller mehrfach modifiziert worden. Blitzgeräte für die TTL-Blitzmessung müssen deshalb stets auf das verwendete Kameramodell abgestimmt sein und sind nicht universell einsetzbar. Mit dem System SCA-System kann jedoch durch Austausch eines Adapters dasselbe Blitzgerät mit unterschiedlichen Kamerasystemen verwendet werden. Weiterhin erfordert die Belichtungssteuerung durch die Kamera neben dem Synchronkontakt weitere elektrische Kontakte. Dies erfordert beim entfesselten Blitzen spezielle, teure Verbindungskabel. Auch die Kombination mehrerer Blitzgeräte zur Erzielung bestimmter Beleuchtungseffekte ist nicht so ohne weiteres möglich, so dass alternative Messmöglichkeiten keineswegs unnötig geworden sind.

### Funktionsweise
Ältere TTL-Blitzsysteme regulieren die für die Motivsituation benötigte Blitzlichtmenge während der Aufnahme, teilweise auch unter Berücksichtigung der gemessenen Motiventfernung. Das vom Film reflektierte Licht wird von einer oder mehreren Photodioden im Kameraboden eingefangen. Durch diese Methode fließt auch Umgebungslicht (z. B. eine Hintergrundbeleuchtung) in die Belichtungsmessung ein. Reicht das abgegebene Blitzlicht, übermittelt die Kamera dem Blitzgerät ein Abstellsignal.
Neuere Systeme senden kurz vor der Aufnahme einen schwachen Messblitz aus (Vorblitz) und errechnen daraus die nötige Leistung des Blitzgeräts. Zur Messung werden sowohl die zuvor beschriebenen Fotozellen für die klassische Blitzmessung wie auch das Messsystem für Umgebungslicht herangezogen. Digitale Systemkameras arbeiten zumeist ausschließlich mit dem Messsystem für Umgebungslicht und unterstützen keine älteren TTL-Blitzgeräte mehr.